# عبدالسلام کریمی
عبدالسلام کریمی (زاده ۱۳۴۶ سقز) روحانی اهل تسنن و سیاستمدار کُرد اهل ایران است که مشاور رئیس‌جمهور در امور اقوام و اقلیت‌های دینی و مذهبی بوده‌است.
عبدالسلام کریمی دانش‌آموختۀ دکترای زبان و ادبیات عرب است و در سال ۱۳۷۰ از مرکز بزرگ اسلامی غرب کشور گواهی افتا و اجتهاد دریافت داشته‌است. وی طی سال‌های ۱۳۸۵ تا ۱۳۹۰ در دورۀ ریاست جمهوری محمود احمدی‌نژاد فرماندار شهرستان دیواندره در استان کردستان بوده‌‌است.
عبدالسلام کریمی همچنین به مدت ۵ سال رئیس دانشگاه پیام نور مراکز مریوان و سنندج و سپس معاون برنامه‌ریزی و نیروی انسانی سازمان آموزش و پرورش استان کردستان و مدیرکل سازمان جمع‌آوری و فروش اموال تملیکی استان کردستان بوده است. او همچنین مدیر مرکز تخصصی علوم اسلامی امام شافعی سنندج بود.